# Cano Giunio Nigro
Cano Giunio Nigro (in latino Kanus Iunius Niger; fl. II secolo) è stato un politico romano.

## Biografia
Cano Giunio Nigro era probabilmente figlio dell'omonimo Cano Giunio Nigro, legatus Augusti pro praetore in Germania superiore intorno al 117. Fu console ordinario nel 138 insieme a Gaio Pomponio Camerino.